# Carlos Barahona Possollo
Carlos Pedro Barahona Fernandes Possolo de Carvalho (Lisboa, 5 de agosto de 1967) é um pintor português.

## Biografia
Manifestou desde muito cedo um interesse profundo por Paleontologia e, mais acentuadamente, por Arqueologia,(... essas ciências do    Tempo longo...), tendo chegado a pensar estudar Arqueologia na Inglaterra.[carece de fontes?] É marcado desde criança por um profundo fascínio pelo antigo Egito,[carece de fontes?] tão presente na sua obra. Cursou Arquitetura durante três anos na Faculdade de Arquitetura da Universidade de Lisboa, antes de transitar para Pintura, e concluir a licenciatura na ESBAL, com 18 valores. Em 1995 aceitou um convite para lecionar, como assistente, nessa mesma escola.
Barahona Possollo tem um longo curriculum de participações em diversas exposições coletivas e individuais, de entre as quais se salientam,  também pela maturidade e abrangência temática, além das já referidas, pela maturidade e abrangência temática, a da Embaixada de Portugal na Bélgica em Bruxelas em 1998, as da Sala do Veado na Escola Politécnica em Lisboa em 2006 e em 2009, e a realizada na Galleria PGD, 'Il Pittore e La Luce', em Roma, em 2011 e a coletiva 'Re-Presenting The Nude', na galeria Evoke Contemporary, Santa Fé, Novo México, EUA, em 2014 e as suas obras estão representadas em diversos museus e coleções públicas tais como a do Vaticano (IOR), da Casa Branca, Washington D.C., do Banco de Portugal, do Museu das Comunicações, Lisboa, do Museu de Setúbal e da UCCLA, União das Cidades Capitais de Língua Portuguesa e coleções privadas em Portugal, Espanha, França, Suiça, Países Baixos, Estados Unidos da América, Argentina, Reino Unido e Itália, com especial destaque de entre as muitas neste último país, para a do Príncipe Jonathan Doria Pamphilj.[carece de fontes?]
Tem também colaborado com os Correios de Portugal na edição de séries de selos, de entre as quais se destaca a série comemorativa do 5.° Centenário da Viagem de Vasco da Gama à Índia e colaborou também nas primeiras nove edições da edição portuguesa da revista National Geographic Magazine.
Barahona Possollo foi o autor do retrato oficial do presidente Aníbal Cavaco Silva que integra a Galeria de Retratos dos ex-Presidentes, no Museu da Presidência da República.

## Características da obra
A sua obra caracteriza-se por uma grande riqueza de cores quentes, com matizes de sombras sedosas, e por uma expressão figurativa de grande qualidade técnica. Os seus temas são muitas vezes mitícos e iconográficos, no entanto a sua abordagem da representação da mitologia foge ao tradicional: os deuses da antiguidade grega e romana, os santos católicos, os faunos e outras criaturas míticas são observados frequentemente em poses e atitudes inesperadas, muitas vezes quase surpreendidos nas cenas da sua vida privada e muitas vezes com evidentes marcas de contemporaneidade.[carece de fontes?]

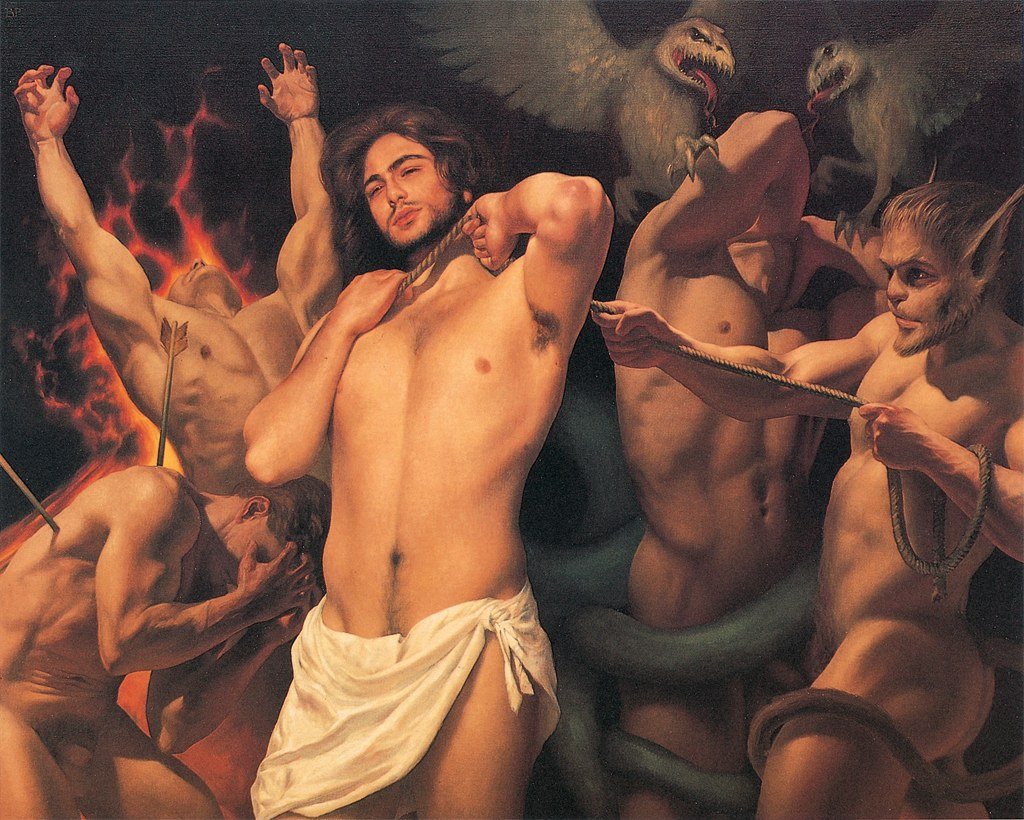
Alma Cativa,1996

A sua pintura Alma Cativa, óleo sobre tela, exposto em 1996 na Biblioteca Municipal de Belém, é considerada pelo autor o seu quadro em que melhor se exprime a estética maneirista.
Perpassa pela pintura de Barahona Possollo, quer nas suas representações iconográficas com figuração humana, quer na sua pintura de paisagem, (que cobre temas muito variados, desde os muito frequentes ambientes de ruínas e vestígios de um passado antigo, egípcio, grego, romano a paisagens naturais e urbanas, como a grande série de imagens sobre Veneza), uma constante interpelação reflexiva acerca das permanências, mudanças, contingências e obliterações do tempo, do devir do ser, uma 'metafísica ontológica' que, partindo do real 'aparente' e 'concreto', nos prende de maneiras, tão depressa serenas e pacíficas, como intensas, impetuosas, mesmo brutais.[carece de fontes?]
De registo mais irónico sobre a ontologia humana são as suas alegorias de fortíssima carga erótica, (em particular homoerótica), com uma exuberante representação integral do corpo. Nelas, o artista tem explorado, também, por vezes, de forma 'bombástica', as modulações da relação entre o prazer e o ser, na sua manifestação corporal, com uma visão cheia de humor, provocadora, por vezes talvez mesmo sarcástica, das limitações coercivas impostas pelas normas sociais na regulação desse 'jogo' de fruição física, que é um impulso natural da humanidade, quando não castrado ou, pelo menos domado, em benefício de formas definidas de coesão social. São exemplos particularmente importantes desse tipo de trabalho, as instalações de pintura conceptual 'All You Can Eat' (2013) e 'Behind The Green Door', (esta uma instalação de forte cariz político e sexual, exposta em 2020, durante a crise pandémica, num antigo urinol público de Lisboa, local conhecido por encontros sexuais furtivos masculinos, reprimidos violentamente durante o salazarismo), em que o pintor recorre à beleza da forma, da cor e da luz, que trabalha para expressar conteúdos que são (deliberadamente) chocantes para muitos.